# Blizzard Albany
Blizzard Albany (anteriormente Vicarious Visions) é uma desenvolvedora de jogos eletrônicos estadunidense. Ela foi fundada pelos irmãos Karthik e Guha Bala quando estavam no colegial, por volta de 1990. Ele mais tarde desenvolveram o jogo Terminus, que ganhou dois prêmios do Independent Games Festival em 1999. Eles se tornaram conhecidos como uma desenvolvedora líder de jogos portáteis ao converter a série Tony Hawk's para o Game Boy Advance em 2001, sendo responsáveis também pelas versões para Nintendo DS dos jogos Spider-Man, Spider-Man 2 e Ultimate Spider-Man.  Eles também são conhecidos pela produção de Crash Nitro Kart e pelas conversões de Jedi Knight II e Jedi Academy, como também pela de Doom 3 para o Xbox. Ela também produziu Guitar Hero III: Legends of Rock para Nintendo Wii.
A sede da Vicarious Visions está localizada em uma seção de um edifício industrial em Menands, Nova Iorque, logo fora da capital da Albânia.
A empresa também é responsável por lançar um remake da trilogia original do Crash Bandicoot do PlayStation 1 chamado Crash Bandicoot N.Sane Trilogy, para Xbox One, Playstation 4 e Nintendo Switch, em que trás Crash Bandicoot, Crash Bandicoot 2:Cortex Strikes Back e Crash Bandicoot 3:Warped; em um único pacote, todos remasterizados em HD. Esta trilogia conta, inclusive, com 2 fases extra sendo elas a Stormy Ascent, fase deletada do Crash Bandicoot original, devido a dificuldade, porém era acessível com Game Shark e uma fase totalmente nova criada pelos desenvolvedores do jogo chamada Future Tense, ambientada em tema futurista.

## Motor de jogo
Vicarious Visions Alchemy é o motor de jogo da empresa. Foi lançado em 2002. Originalmente era chamado de Intrinsic Alchemy e desenvolvido pela Intrinsic Graphics antes de ser renomeado após a Vicarious Visions adquirir a Intrinsic Graphics em 2003.

## Jogos Desenvolvido
| Ano  | Jogos                                                                           | Plataforma(s)                                                                     |
| ---- | ------------------------------------------------------------------------------- | --------------------------------------------------------------------------------- |
| 1996 | Synnergist                                                                      | Microsoft DOS (PC CD-ROM)                                                         |
| 1997 | Dark Angael                                                                     | Microsoft Windows                                                                 |
| 1999 | Zebco Fishing!                                                                  | Game Boy Color                                                                    |
| 1999 | Vigilante 8                                                                     | Game Boy Color                                                                    |
| 2000 | Polaris SnoCross                                                                | Game Boy Color, Nintendo 64, PlayStation, Microsoft Windows                       |
| 2000 | Terminus                                                                        | Microsoft Windows, MacOS, Linux                                                   |
| 2000 | Spider-Man                                                                      | Game Boy Color                                                                    |
| 2000 | The Wild Thornberrys: Rambler                                                   | Game Boy Color                                                                    |
| 2000 | Pro Darts                                                                       | Game Boy Color                                                                    |
| 2000 | Barbie: Magic Genie Adventure                                                   | Game Boy Color                                                                    |
| 2000 | Jimmy White's Cue Ball                                                          | Game Boy Color                                                                    |
| 2001 | Wanadoo SnowCross                                                               | Game Boy Color, Microsoft Windows                                                 |
| 2001 | Rescue Heroes: Fire Frenzy                                                      | Game Boy Color                                                                    |
| 2001 | Blue's Clues: Blue's Alphabet Book                                              | Game Boy Color                                                                    |
| 2001 | SpongeBob SquarePants: Legend of the Lost Spatula                               | Game Boy Color                                                                    |
| 2001 | Zoboomafoo: Playtime in Zobooland                                               | Game Boy Color                                                                    |
| 2001 | Monsters, Inc.                                                                  | Game Boy Color                                                                    |
| 2001 | Kelly Club: Clubhouse Fun                                                       | Game Boy Color                                                                    |
| 2001 | Sea-Doo Hydrocross                                                              | PlayStation                                                                       |
| 2001 | Spider-Man 2: Enter Electro                                                     | PlayStation                                                                       |
| 2001 | Tony Hawk's Pro Skater 2                                                        | Game Boy Advance                                                                  |
| 2001 | Power Rangers: Time Force                                                       | Game Boy Advance                                                                  |
| 2001 | Spider-Man: Mysterio's Menace                                                   | Game Boy Advance                                                                  |
| 2002 | Crash Bandicoot: The Huge Adventure                                             | Game Boy Advance                                                                  |
| 2002 | Tony Hawk's Pro Skater 3                                                        | Game Boy Advance                                                                  |
| 2002 | Frogger Advance: The Great Quest                                                | Game Boy Advance                                                                  |
| 2002 | SpongeBob SquarePants: Revenge of the Flying Dutchman                           | Game Boy Advance                                                                  |
| 2002 | The Powerpuff Girls: Him and Seek                                               | Game Boy Advance                                                                  |
| 2002 | Tony Hawk's Pro Skater 4                                                        | Game Boy Advance, PlayStation                                                     |
| 2002 | Star Wars Jedi Knight II: Jedi Outcast                                          | GameCube, Xbox                                                                    |
| 2002 | Whiteout                                                                        | Microsoft Windows, PlayStation 2, Xbox                                            |
| 2003 | The Muppets: On With The Show!                                                  | Game Boy Advance, Microsoft Windows                                               |
| 2003 | Crash Bandicoot 2: N-Tranced                                                    | Game Boy Advance                                                                  |
| 2003 | Bruce Lee: Return of the Legend                                                 | Game Boy Advance                                                                  |
| 2003 | X2: Wolverine's Revenge                                                         | Game Boy Advance                                                                  |
| 2003 | Finding Nemo                                                                    | Game Boy Advance                                                                  |
| 2003 | Jet Set Radio                                                                   | Game Boy Advance                                                                  |
| 2003 | Disney's Extreme Skate Adventure                                                | Game Boy Advance                                                                  |
| 2003 | Disney's The Lion King 1½                                                       | Game Boy Advance                                                                  |
| 2003 | Tony Hawk's Underground                                                         | Game Boy Advance                                                                  |
| 2003 | SpongeBob SquarePants: Battle for Bikini Bottom                                 | Game Boy Advance                                                                  |
| 2003 | Disney's Brother Bear                                                           | Game Boy Advance                                                                  |
| 2003 | Crash Nitro Kart                                                                | Game Boy Advance, GameCube, PlayStation 2, Xbox, N-Gage                           |
| 2003 | Spy Muppets: License to Croak                                                   | Game Boy Advance, Microsoft Windows                                               |
| 2003 | Star Wars Jedi Knight: Jedi Academy                                             | Xbox                                                                              |
| 2004 | Rivet                                                                           | Celulares                                                                         |
| 2004 | Spider-Man vs. Doc Ock                                                          | Celulares                                                                         |
| 2004 | Shrek 2                                                                         | Game Boy Advance                                                                  |
| 2004 | Crash Bandicoot Purple: Ripto's Rampage and Spyro Orange: The Cortex Conspiracy | Game Boy Advance                                                                  |
| 2004 | Shark Tale                                                                      | Game Boy Advance                                                                  |
| 2004 | Tony Hawk's Underground 2                                                       | Game Boy Advance                                                                  |
| 2004 | That's So Raven                                                                 | Game Boy Advance                                                                  |
| 2004 | Shrek 2: Beg For Mercy!                                                         | Game Boy Advance                                                                  |
| 2004 | Codename: Kids Next Door – Operation: S.O.D.A.                                  | Game Boy Advance                                                                  |
| 2004 | Spider-Man 2                                                                    | Nintendo DS, PlayStation Portable                                                 |
| 2005 | Doom 3                                                                          | Xbox                                                                              |
| 2005 | Madagascar: Operation Penguin                                                   | Game Boy Advance                                                                  |
| 2005 | Batman Begins                                                                   | Game Boy Advance                                                                  |
| 2005 | X-Men Legends II: Rise of Apocalypse                                            | PlayStation Portable                                                              |
| 2005 | Madagascar                                                                      | Game Boy Advance, Nintendo DS                                                     |
| 2005 | Ultimate Spider-Man                                                             | Game Boy Advance, Nintendo DS                                                     |
| 2005 | Tony Hawk's American Sk8land                                                    | Game Boy Advance, Nintendo DS                                                     |
| 2006 | Over the Hedge                                                                  | Game Boy Advance, Nintendo DS                                                     |
| 2006 | Over the Hedge: Hammy Goes Nuts                                                 | Game Boy Advance                                                                  |
| 2006 | Tony Hawk's Downhill Jam                                                        | Nintendo DS                                                                       |
| 2006 | Marvel: Ultimate Alliance                                                       | PlayStation Portable, Wii                                                         |
| 2007 | Spider-Man 3                                                                    | Game Boy Advance, Nintendo DS, PlayStation 2, PlayStation Portable, Wii           |
| 2007 | Shrek the Third                                                                 | Game Boy Advance, Nintendo DS                                                     |
| 2007 | Guitar Hero III: Legends of Rock                                                | Wii                                                                               |
| 2007 | Transformers: Decepticons                                                       | Nintendo DS                                                                       |
| 2007 | Transformers: Autobots                                                          | Nintendo DS                                                                       |
| 2007 | Tony Hawk's Proving Ground                                                      | Nintendo DS                                                                       |
| 2007 | Bee Movie Game                                                                  | Nintendo DS                                                                       |
| 2008 | Kung Fu Panda                                                                   | Nintendo DS                                                                       |
| 2008 | Guitar Hero: On Tour                                                            | Nintendo DS                                                                       |
| 2008 | 007: Quantum of Solace                                                          | Nintendo DS                                                                       |
| 2008 | Guitar Hero On Tour: Decades                                                    | Nintendo DS                                                                       |
| 2008 | Guitar Hero: Aerosmith                                                          | Wii                                                                               |
| 2008 | Guitar Hero World Tour                                                          | Wii                                                                               |
| 2009 | Guitar Hero 5                                                                   | Wii                                                                               |
| 2009 | Marvel: Ultimate Alliance 2                                                     | PlayStation 3, Xbox 360                                                           |
| 2009 | Band Hero                                                                       | Nintendo DS, Wii                                                                  |
| 2009 | Mixed Messages                                                                  | DSiWare                                                                           |
| 2009 | Transformers: Revenge of the Fallen - Decepticons                               | Nintendo DS                                                                       |
| 2009 | Transformers: Revenge of the Fallen - Autobots                                  | Nintendo DS                                                                       |
| 2009 | Guitar Hero On Tour: Modern Hits                                                | Nintendo DS                                                                       |
| 2010 | Transformers War for Cybertron: Decepticons                                     | Nintendo DS                                                                       |
| 2010 | Transformers War for Cybertron: Autobots                                        | Nintendo DS                                                                       |
| 2010 | Guitar Hero                                                                     | iOS                                                                               |
| 2010 | Guitar Hero: Warriors of Rock                                                   | Wii                                                                               |
| 2011 | Skylanders: Spyro's Adventure                                                   | Nintendo 3DS                                                                      |
| 2012 | Skylanders: Cloud Patrol                                                        | iOS, Android, Kindle Fire                                                         |
| 2012 | Skylanders: Lost Islands                                                        | iOS, Android                                                                      |
| 2012 | Skylanders: Battlegrounds                                                       | iOS, Android                                                                      |
| 2012 | Skylanders: Giants                                                              | Wii U                                                                             |
| 2013 | Skylanders: Swap Force                                                          | PlayStation 3, PlayStation 4, Wii U, Xbox 360, Xbox One                           |
| 2014 | Skylanders: Trap Team                                                           | iOS, Android, Kindle Fire                                                         |
| 2015 | Skylanders: SuperChargers                                                       | PlayStation 3, PlayStation 4, Xbox 360, Xbox One, Wii U, iOS                      |
| 2016 | Skylanders: Imaginators (Crash Edition)                                         | PlayStation 3, PlayStation 4, Nintendo Switch                                     |
| 2016 | Call of Duty: Infinite Warfare                                                  | PlayStation 4, Xbox One, PC                                                       |
| 2017 | Destiny 2                                                                       | Microsoft Windows                                                                 |
| 2017 | Crash Bandicoot N. Sane Trilogy                                                 | PlayStation 4, Xbox One, Nintendo Switch, PC                                      |
| 2020 | Tony Hawk's Pro Skater 1 + 2                                                    | PlayStation 4, Xbox One, PC, PlayStation 5, Xbox Series X/S, Nintendo Switch      |
| 2020 | Call of Duty: Black Ops Cold War                                                | PlayStation 4, Xbox One, PC, PlayStation 5, Xbox Series X/S                       |
| 2021 | Call of Duty: Warzone                                                           | PlayStation 4, Xbox One, Windows, PlayStation 5, Xbox Series X/S                  |
| 2021 | Diablo II: Resurrected                                                          | PlayStation 5, PlayStation 4, Xbox Series X/S, Xbox One, Nintendo Switch, Windows |